# Tony Joe White
Pour les articles homonymes, voir White et Tony White.
Tony Joe White, né le 23 juillet 1943 à Oak Grove (Louisiane) aux États-Unis et mort le 24 octobre 2018 à Leiper's Fork dans le Tennessee, est un chanteur-compositeur américain de rock et blues. Son principal succès est Polk Salad Annie (1969).

## Carrière
Tony Joe White commence sa carrière musicale en Louisiane et au Texas puis à Nashville à partir de 1967.  Après quatre singles sans grand succès, il y enregistre son premier album, Black and White, avec des musiciens des studios Muscle Shoals en 1969. La chanson de sa composition Polk Salad Annie, qui en fait partie, était sortie en single fin 1968 et était rentrée dans le top ten en juillet 1969. Ce titre est repris plus tard par Elvis Presley et Joe Dassin qui l'enregistre en 1979. Ses disques popularisent la swamp pop, un style musical qui mélange le rock et la tradition louisianaise.
Il écrit Rainy Night in Georgia pour Brook Benton, qui en a fait un succès. Il écrit également les paroles anglaises de The Guitar Don't Lie, originellement composée sous le titre Le marché aux Puces par Joe Dassin et Claude Lemesle, ensuite reprise par Joe Dassin en 1980 et traduite en La guitare fait mal par Étienne Roda-Gil pour Johnny Hallyday en 1991. Tony Joe White a également écrit pour Ray Charles, Dusty Springfield, Wilson Pickett, Waylon Jennings, George Jones, Tina Turner, entre autres artistes.

## Discographie
- 1968 - Black and White (Monument #18114)
- 1969 - Continued (Monument #18133)
- 1970 - Tony Joe (Monument #18142)
- 1971 - Tony Joe White (Warner Brothers #1900)
- 1972 - The Train I'm On (Warner Brothers #2580)
- 1973 - Homemade Ice Cream (Warner Brothers #92274)
- 1973 - Catch My Soul - movie soundtrack (Metromedia, RCA en Europe)
- 1975 - The Best of Tony Joe White (Warner Brothers)
- 1976 - Eyes (20th Century)
- 1980 - The Real Thang (Casablanca)
- 1983 - Dangerous (Columbia)
- 1991 - Closer To the Truth (Remark/Polydor #LC 0309 / 511 386-2)
- 1993 - The Path of a Decent Groove (Remark/Polydor #LC 6298 / 519 938-2)
- 1993 - The Best of Tony Joe White Featuring Polk Salad Annie (Warner Brothers)
- 1995 - Lake Placid Blues (Remark/Polydor #LC 6298 / 527 530-2)
- 1997 - Collection (RDM #D31737 - Australian)  A collection from his '91 -'95 releases.
- 1998 - Tony Joe White Live in Europe 1971 (WeeBuy #885972)
- 1999 - One Hot July (Mercury)
- 2000 - Tony Joe White In Concert (Brilliant BT 33053)
- 2001 - The Beginnings (Swamp Records)
- 2002 - Live in Europe 1971 (Delta Music GmbH MCPS 23 114)
- 2003 - Snakey (Munich Records, no # & Dock Records)
- 2003 - Dangerous Eyes (Reissue of '76's Eyes & '83's Dangerous) (Raven RVCD-159 - Australian)
- 2004 - The Heroines (Sanctuary Records, #06076-88366-2)
- 2006 - Live from Austin, Texas (New West #NW6092)
- 2006 - Uncovered (Swamp Records)
- 2006 - Swamp Music: The Complete Monument Recordings (Rhino Handmade #RHM2 7731)
- 2007 - Tony Joe White & Friends (MAPS FG390)
- 2008 - Deep Cuts (Swamp Records)
- 2008 - Live at the Basement (ZYX Music GmbH PEC 2039-2)
- 2010 - Live In Amsterdam CD + DVD (Munich Records)
- 2010 - The Shine (Swamp Records)
- 2012 - Collected 3 CD (Swamp Records)
- 2013 - Hoodoo (Yep Roc Records)
- 2016 - Rain Crow (Yep Roc Records)
- 2018 - Bad Mouthin' (Yep Roc Records)
- 2021 - Smoke from the Chimney (Easy Eye Sound)